# Persone di nome Maria
| Questa pagina contiene informazioni ricavate automaticamente dalle voci biografiche con l'ausilio del template Bio e di un bot. L'aggiornamento è periodico e automatico e ricostruisce completamente la pagina. Se manca una persona in questa lista, sei pregato di non aggiungerla, ma accertati piuttosto che la sua voce biografica contenga il template Bio e che i dati anagrafici siano correttamente compilati. Se il template Bio manca, inseriscilo tu stesso o, in alternativa, metti l'avviso {{tmp\|Bio}} che ne segnala la mancanza. Se i dati riportati sono sbagliati, correggi direttamente la voce biografica; le modifiche saranno visibili in questa lista entro pochi giorni. Per chiarimenti vedi il progetto antroponimi. La lista contiene solo le 1.988 persone che sono citate nell'enciclopedia e per le quali è stato implementato correttamente il template Bio. Pagina aggiornata al 6 ago 2025. |

Questa è una lista di persone presenti nell'enciclopedia che hanno il nome Maria, suddivise per attività principale.

## Agenti segrete(1)
- Krystyna Skarbek, agente segreta polacca (Varsavia, n. 1908 - Londra, † 1952)

## Allenatrici di calcio(3)
- Maria Caramia, allenatrice di calcio e ex calciatrice italiana (Taranto, n. 1982)
- Rita Guarino, allenatrice di calcio e ex calciatrice italiana (Torino, n. 1971)
- Maria Mariotti, allenatrice di calcio e ex calciatrice italiana (Saronno, n. 1964)

## Allenatrici di ginnastica(1)
- Maria Piantanida, allenatrice di ginnastica artistica, cestista e velocista italiana (Busto Arsizio, n. 1905 - Busto Arsizio, † 1990)

## Alpiniste(1)
- Mary Gennaro Varale, alpinista italiana (Marsiglia, n. 1895 - Genova, † 1963)

## Altiste(1)
- Maryja Žodzik, altista bielorussa (n. 1997)

## Ambasciatrici(1)
- Maria Assunta Accili, ambasciatrice italiana (L'Aquila, n. 1955)

## Anarchiche(1)
- Maria Roda, anarchica, attivista e scrittrice italiana (Como, n. 1877 - † 1958)

## Annunciatrici televisive(5)
- Maria Brivio, annunciatrice televisiva italiana (Milano, n. 1946)
- Maria Giovanna Elmi, annunciatrice televisiva, conduttrice televisiva e cantante italiana (Roma, n. 1940)
- Maria Grazia Picchetti, annunciatrice televisiva italiana (Verona, n. 1940)
- Maria Teresa Ruta, annunciatrice televisiva e conduttrice televisiva italiana (Torino, n. 1932)
- Maria Rita Viaggi, annunciatrice televisiva e cantautrice italiana (Grosseto, n. 1954 - Grosseto, † 2024)

## Antifasciste(1)
- Maria Terwiel, antifascista tedesca (Boppard, n. 1910 - Berlino, † 1943)

## Antropologhe(2)
- Maria Czaplicka, antropologa polacca (Varsavia, n. 1884 - Bristol, † 1921)
- Maria Minicuci, antropologa italiana (Melito di Porto Salvo, n. 1943)

## Arabiste(1)
- Maria Nallino, arabista italiana (Palermo, n. 1908 - Roma, † 1974)

## Arbitri di calcio(2)
- Maria Sole Ferrieri Caputi, arbitro di calcio italiano (Livorno, n. 1990)
- Maria Marotta, arbitro di calcio italiano (Maratea, n. 1984)

## Arbitri di rugby a 15(1)
- Maria Beatrice Benvenuti, arbitro di rugby a 15 italiana (Roma, n. 1993)

## Archeologhe(7)
- Maria Ludwika Bernhard, archeologa polacca (Łódź, n. 1908 - Varsavia, † 1998)
- Maria Bonghi Jovino, archeologa italiana (Napoli, n. 1931)
- Maria Fioroni, archeologa e storica italiana (Castelmassa, n. 1887 - Legnago, † 1970)
- Maria Floriani Squarciapino, archeologa e funzionaria italiana (Roma, n. 1917 - Roma, † 2003)
- Maria Domenica Fumasoni Biondi, archeologa italiana (Roma, n. 1766 - Marino, † 1828)
- Maria Grazia Picozzi, archeologa italiana (Roma, n. 1947)
- Maria Radnoti-Alföldi, archeologa e numismatica ungherese (Budapest, n. 1926 - Francoforte, † 2022)

## Architetti(1)
- Cini Boeri, architetto e designer italiana (Milano, n. 1924 - Milano, † 2020)

## Architetti del paesaggio(1)
- Maria Teresa Parpagliolo, architetto del paesaggio italiana (Roma, n. 1903 - Roma, † 1974)

## Archiviste(1)
- Maria Francesca Tiepolo, archivista italiana (Venezia, n. 1925 - Venezia, † 2020)

## Arciere(1)
- Maria Testa, arciera italiana (Roma, n. 1956 - Roma, † 2009)

## Artiste(11)
- Maria Thereza Alves, artista brasiliana (San Paolo, n. 1961)
- Maria Baldan, artista italiana (Dolo, n. 1930 - Dolo, † 2019)
- Maria Cristina Carlini, artista e scultrice italiana (Varese, n. 1942)
- Maria Cosway, artista e educatrice italiana (Firenze, n. 1760 - Lodi, † 1838)
- Maria Ferrero Gussago, artista italiana (Cellatica, n. 1893 - Brescia, † 1982)
- Maria Cristina Finucci, artista, architetta e designer italiana (Lucca, n. 1956)
- Maria Lai, artista italiana (Ulassai, n. 1919 - Cardedu, † 2013)
- Maria Lupieri, artista italiana (Trieste, n. 1901 - Roma, † 1961)
- Marisa Merz, artista italiana (Torino, n. 1926 - Torino, † 2019)
- Maria Pospisilova, artista cecoslovacca (Nový Bydžov, n. 1902 - Lugano, † 1972)
- Mária Szánthó, artista ungherese (Seghedino, n. 1897 - Nagymagocs, † 1998)

## Assassine(1)
- Maria Barbella, assassina italiana (Ferrandina, n. 1868 - † 1950)

## Assassine seriali(1)
- Maria Swanenburg, serial killer olandese (Leida, n. 1839 - Gorinchem, † 1915)

## Astiste(2)
- Maria Carla Bresciani, ex astista italiana (Riva del Garda, n. 1973)
- Maria Leonor Tavares, astista portoghese (Parigi, n. 1985)

## Astronome(5)
- Maria Antonella Barucci, astronoma italiana
- Maria Cunitz, astronoma e matematica tedesca (Wołów, n. 1610 - Byczyna, † 1664)
- Maria Margaretha Kirch, astronoma tedesca (Panitzsch, n. 1670 - Berlino, † 1720)
- Maria Mitchell, astronoma statunitense (Nantucket, n. 1818 - Lynn, † 1889)
- Maria Teohari, astronoma e insegnante rumena (Giurgiu, n. 1885 - Bucarest, † 1975)

## Atlete paralimpiche(5)
- Maria José Alves, ex atleta paralimpica brasiliana (Ceará, n. 1977)
- Maria Fernandes, ex atleta paralimpica portoghese (Cedofeita, n. 1969)
- Maria Ligorio, ex atleta paralimpica italiana (San Michele Salentino, n. 1970)
- Beatriz Mendoza, ex atleta paralimpica spagnola (Aruba, n. 1975)
- Maria Scutti, atleta paralimpica, schermitrice e tennistavolista italiana (Altino, n. 1928 - † 2005)

## Attiviste(12)
- Maria Laura Annibali, attivista italiana (Roma, n. 1944)
- Maria Weston Chapman, attivista statunitense (Weymouth, n. 1806 - Weymouth, † 1885)
- Pia Covre, attivista italiana (Milano, n. 1947)
- Maria Falcone, attivista italiana (Palermo, n. 1936)
- Maria Tomásia Figueira Lima, attivista brasiliana (Sobral, n. 1826 - † 1902)
- Maria Margotti, attivista italiana (Alfonsine, n. 1915 - Molinella, † 1949)
- Maria Elena Moyano, attivista peruviana (Santiago de Surco, n. 1958 - Villa El Salvador, † 1992)
- Grazia Negrini, attivista italiana (Bologna, n. 1944 - Bologna, † 2021)
- Maria Occhipinti, attivista e scrittrice italiana (Ragusa, n. 1921 - Roma, † 1996)
- Maria Pasquinelli, attivista italiana (Firenze, n. 1913 - Bergamo, † 2013)
- Bella Dodd, attivista statunitense (Picerno, n. 1904 - † 1969)
- Maria Teresa di Borbone-Parma, attivista (Parigi, n. 1933 - Parigi, † 2020)

## Attrici pornografiche(3)
- Maria Bellucci, ex attrice pornografica ungherese (Karl-Marx-Stadt, n. 1977)
- Ariella Ferrera, attrice pornografica colombiana (Medellín, n. 1979)
- Baby Pozzi, ex attrice pornografica italiana (Genova, n. 1963)

## Attrici teatrali(6)
- Maria Álvarez Tubau, attrice teatrale spagnola (Madrid, n. 1854 - Madrid, † 1914)
- Maria Pia Arcangeli, attrice teatrale e cantante italiana (Milano, n. 1918 - Merano, † 1999)
- Maria Laura Baccarini, attrice teatrale, showgirl e cantante italiana (Roma, n. 1966)
- Maria Maglietta, attrice teatrale, drammaturga e regista teatrale italiana
- Grazia Scuccimarra, attrice teatrale e regista teatrale italiana (Teramo, n. 1944)
- Maria Terrile Vietz, attrice teatrale e scrittrice italiana (Genova, n. 1926 - Genova, † 2016)

## Autrici televisivi(2)
- Mussi Bollini, autrice televisiva e produttrice televisiva italiana (Milano, n. 1957)
- Maria Perego, autrice televisiva italiana (Venezia, n. 1923 - Milano, † 2019)

## Aviatrici(2)
- Maria Teresa Cassini, aviatrice italiana (Ventimiglia, n. 1916 - Alassio, † 2009)
- Maria Concetta Micheli, aviatrice italiana (Mercatale di Cortona, n. 1942)

## Avvocate(2)
- Maria Luisa Berti, avvocato e politico sammarinese (Città di San Marino, n. 1971)
- Maria Voce, avvocata e teologa italiana (Aiello Calabro, n. 1937 - Rocca di Papa, † 2025)

## Badesse(5)
- Maria Gabriella Eleonora di Borbone, badessa francese (Versailles, n. 1690 - Villejuif, † 1760)
- Maria Cristina di Sassonia, badessa tedesca (Varsavia, n. 1735 - Brumath, † 1782)
- Maria Anna d'Asburgo-Lorena, badessa (Vienna, n. 1738 - Klagenfurt, † 1789)
- Maria Anna d'Asburgo-Lorena, badessa (Villa di Poggio Imperiale, n. 1770 - Neudorf, † 1809)
- Maria Elisabetta d'Asburgo-Lorena, badessa (Vienna, n. 1743 - Linz, † 1808)

## Batteriologhe(1)
- Maria von Linden, batteriologa e zoologa tedesca (Heidenheim an der Brenz, n. 1869 - Schaan, † 1936)

## Beate(2)
- Maria Corsini, beata italiana (Firenze, n. 1884 - Serravalle, † 1965)
- Maria Sagrario di San Luigi Gonzaga, beata spagnola (Lillo, n. 1881 - Madrid, † 1936)

## Bibliografe(1)
- Maria Gioia Tavoni, bibliografa italiana (Bologna, n. 1939 - Bologna, † 2025)

## Bibliotecarie(3)
- Maria Emma Alaimo, bibliotecaria e saggista italiana (Aragona, n. 1906 - Palermo, † 1997)
- Maria Ortiz, bibliotecaria, traduttrice e critica letteraria italiana (Chieti, n. 1881 - Roma, † 1959)
- Maria Maddalena de Vecchi Ranieri, bibliotecaria e paleografa italiana (Eggi, n. 1921 - Perugia, † 2013)

## Biologhe(2)
- Maria Rosaria Capobianchi, biologa italiana (Procida, n. 1953)
- Maria Grazia Spillantini, biologa italiana (Caprese Michelangelo, n. 1957)

## Bobbiste(1)
- Maria Adela Constantin, bobbista rumena (Bucarest, n. 1991)

## Botaniche(1)
- Maria Cengia Sambo, botanica italiana (Este, n. 1888 - Prato, † 1939)

## Briganti(3)
- Maria Grazia Boni, brigante e modella italiana (Sonnino, n. 1797 - Sonnino)
- Maria Maddalena De Lellis, brigante italiana (San Gregorio Matese, n. 1835 - San Gregorio Matese, † 1908)
- Maria Oliverio, brigante italiana (Casole Bruzio, n. 1841 - Forte di Fenestrelle)

## Calciatrici(29)
- Maria Aparecida Souza Alves, calciatrice brasiliana (San Paolo, n. 1993)
- Maria Grazia Balbi, calciatrice italiana (Napoli, n. 1995)
- Noelia Bermúdez, calciatrice costaricana (San Carlos, n. 1994)
- Maria Blagojevic, calciatrice scozzese (Glasgow, n. 1957 - Glasgow, † 2013)
- Maria Dybwad Brochmann, calciatrice norvegese (n. 1993)
- Mariona Caldentey, calciatrice spagnola (Felanitx, n. 1996)
- Maria Carrubba, ex calciatrice italiana (Catania, n. 1958)
- Maria Caruso, ex calciatrice italiana (Catania, n. 1958)
- Maria Lindblad Christensen, calciatrice danese (n. 1995)
- Maria Farrugia, calciatrice maltese (Gozo, n. 2001)
- Maria Ficzay, calciatrice rumena (Ocna Șugatag, n. 1991)
- Maria Luisa Filangeri, calciatrice italiana (Partinico, n. 2000)
- Maria Grazia Gerwien, ex calciatrice italiana (n. 1951)
- Maria Gstöttner, calciatrice austriaca (Sankt Pölten, n. 1984)
- Maria Karlsson, ex calciatrice svedese (Göteborg, n. 1985)
- Cassandra Korhonen, calciatrice svedese (Västerås, n. 1998)
- Maria Macrì, ex calciatrice e allenatrice di calcio italiana (Casabona, n. 1967)
- Maria Morace, calciatrice italiana (Catania, n. 1960)
- Maria Møller Thomsen, calciatrice danese (n. 1998)
- Maria Vittoria Nano, calciatrice italiana (Milano, n. 2003)
- Maria Palama, calciatrice greca (n. 2000)
- Maria Plattner, calciatrice austriaca (Hall in Tirol, n. 2001)
- Maria Riboldi, ex calciatrice italiana (Casalpusterlengo, n. 1957)
- Maria Eduarda Ferreira Sampaio, calciatrice brasiliana (Jequeri, n. 2001)
- Maria Thorisdottir, calciatrice norvegese (Elverum, n. 1993)
- Mariella Virgilio, ex calciatrice italiana (n. 1955)
- Maria Iole Volpi, calciatrice e allenatrice di calcio italiana (Rieti, n. 1983)
- Maria Zuliani, calciatrice italiana (Udine, n. 1992)
- Maria Eduarda Francelino da Silva, calciatrice brasiliana (Pernambuco, n. 1995)

## Canoiste(4)
- Maria Cristina Giai Pron, ex canoista italiana (Torino, n. 1974)
- Maria Clara Giai Pron, canoista italiana (Torino, n. 1992)
- Maria Nichiforov, canoista rumena (Crișan, n. 1951 - † 2022)
- Maria Ștefan, ex canoista romena (n. 1954)

## Canottiere(5)
- Maria Magdalena Dumitrache, ex canottiera rumena (n. 1977)
- Maria Fricioiu, ex canottiera rumena (Grădinari, n. 1960)
- Elisabetta Sancassani, canottiera italiana (Lecco, n. 1983)
- Maria Springwald, canottiera polacca (n. 1991)
- Marieke van Drogenbroek, ex canottiera olandese (Utrecht, n. 1964)

## Cantanti liriche(1)
- Maria Carena, cantante lirica italiana (Piossasco, n. 1891 - Roma, † 1966)

## Cantautrici(22)
- Mitzi Amoroso, cantautrice italiana (Roma, n. 1935)
- Maria Carta, cantautrice, attrice e politica italiana (Siligo, n. 1934 - Roma, † 1994)
- Maria Teresa Cau, cantautrice italiana (Ozieri, n. 1944 - Ozieri, † 1977)
- Maria Giovanna Cherchi, cantautrice italiana (Bolotana, n. 1978)
- Lu Colombo, cantautrice italiana (Milano, n. 1952)
- Maria Luisa Congiu, cantautrice italiana (Roma, n. 1973)
- Fafá de Belém, cantautrice e attrice brasiliana (Belém, n. 1956)
- Giua, cantautrice e chitarrista italiana (Rapallo, n. 1982)
- Aura Dione, cantautrice danese (Copenaghen, n. 1985)
- Maria Bethânia, cantautrice brasiliana (Santo Amaro da Purificação, n. 1946)
- Mariadele, cantautrice italiana (Levanto, n. 1976)
- Maria McKee, cantautrice statunitense (Los Angeles, n. 1964)
- Meg, cantautrice e produttrice discografica italiana (Napoli, n. 1972)
- Maria Mena, cantautrice norvegese (Oslo, n. 1986)
- Maria Monti, cantautrice, cabarettista e attrice italiana (Milano, n. 1935)
- Maria Muldaur, cantautrice statunitense (New York, n. 1943)
- Belle Perez, cantautrice belga (Neerpelt, n. 1976)
- Mia Rose, cantautrice e youtuber britannica (Wimbledon, n. 1988)
- Maria Sole, cantautrice, attrice e scrittrice italiana (Genova, n. 1938)
- Maria Taylor, cantautrice e polistrumentista statunitense (Birmingham, n. 1976)
- Maria Tomba, cantautrice italiana (Verona, n. 2002)
- Nina Zilli, cantautrice, personaggio televisivo e conduttrice radiofonica italiana (Piacenza, n. 1980)

## Centenarie(1)
- Damiana Sette, centenaria italiana (Villagrande Strisaili, n. 1877 - Villagrande Strisaili, † 1985)

## Chimiche(1)
- Maria Bakunin, chimica e biologa italiana (Krasnojarsk, n. 1873 - Napoli, † 1960)

## Chitarriste(2)
- Maria Rita Brondi, chitarrista, liutista e cantante italiana (Rimini, n. 1889 - Roma, † 1941)
- Rosinha de Valença, chitarrista e cantautrice brasiliana (Valença, n. 1941 - Valença, † 2004)

## Cicliste su strada(4)
- Maria Cressari, ex ciclista su strada e pistard italiana (Brescia, n. 1943)
- Mirjam Melchers, ciclista su strada e ciclocrossista olandese (Arnhem, n. 1975)
- Maria Vittoria Sperotto, ex ciclista su strada e pistard italiana (Schio, n. 1996)
- Maria Paola Turcutto, ex ciclista su strada, ciclocrossista e mountain biker italiana (Cividale del Friuli, n. 1965)

## Circensi(2)
- Maria Fassnauer, circense italiana (Ridanna, n. 1879 - Ridanna, † 1917)
- Maria Spelterini, circense italiana (Berlino, n. 1853 - † 1912)

## Clavicembaliste(1)
- Maria Rosa Coccia, clavicembalista e compositrice italiana (Roma, n. 1759 - Roma, † 1833)

## Collezioniste d'arte(1)
- Maria Angiolillo, collezionista d'arte e socialite italiana (Torrazza Coste, n. 1921 - Roma, † 2009)

## Comiche(1)
- Teresa Mannino, comica, attrice e conduttrice televisiva italiana (Palermo, n. 1970)

## Compositrici(8)
- Maria Teresa Agnesi Pinottini, compositrice e clavicembalista italiana (Milano, n. 1720 - Milano, † 1795)
- Maria Brizzi Giorgi, compositrice, organista e pianista italiana (Bologna, n. 1775 - Bologna, † 1812)
- Maria Margherita Grimani, compositrice italiana
- Maria Anna Mozart, compositrice, pianista e clavicembalista austriaca (Salisburgo, n. 1751 - Salisburgo, † 1829)
- Maria Xaveria Perucona, compositrice e monaca cristiana italiana (Novara - Galliate)
- Maria Schneider, compositrice e musicista statunitense (Windom, n. 1960)
- Maria Gabriella Zen, compositrice italiana (Castelfranco Veneto, n. 1957)
- Amalia di Sassonia, compositrice e drammaturga tedesca (Dresda, n. 1794 - Pillnitz, † 1870)

## Conduttrici radiofoniche(1)
- Maria Luisa Boncompagni, conduttrice radiofonica italiana (Sacrofano, n. 1892 - Roma, † 1982)

## Conduttrici televisive(8)
- Geppi Cucciari, conduttrice televisiva, conduttrice radiofonica e attrice cinematografica italiana (Cagliari, n. 1973)
- Barbara D'Urso, conduttrice televisiva e attrice italiana (Napoli, n. 1957)
- Maria De Filippi, conduttrice televisiva, autrice televisiva e produttrice televisiva italiana (Milano, n. 1961)
- Maria Menounos, conduttrice televisiva, giornalista e attrice statunitense (Medford, n. 1978)
- Maria Grazia Puglisi, conduttrice televisiva e autrice televisiva italiana (n. 1911 - † 1983)
- Maria Teresa Ruta, conduttrice televisiva, giornalista e scrittrice italiana (Torino, n. 1960)
- Xuxa, conduttrice televisiva, attrice e cantante brasiliana (Santa Rosa, n. 1963)
- Maria del Mar, conduttrice televisiva, modella e attrice spagnola (Madrid, n. 1964)

## Contralti(6)
- Marietta Alboni, contralto italiano (Città di Castello, n. 1826 - Ville-d'Avray, † 1894)
- Maria Duchêne, contralto francese (Francia, n. 1883 - New York, † 1947)
- Maria Antonia Marchesini, contralto italiano (Lucca)
- Maria Caterina Negri, contralto italiano (Bologna, n. 1704)
- Maria Radner, contralto tedesco (Düsseldorf, n. 1981 - Prads-Haute-Bléone, † 2015)
- Teresa Belloc-Giorgi, contralto italiano (San Benigno Canavese, n. 1784 - San Giorgio Canavese, † 1855)

## Costumiste(3)
- Maria Rita Barbera, costumista italiana (Messina)
- Maria Baronj, costumista italiana (Roma, n. 1916 - Roma, † 2007)
- Maria de Matteis, costumista italiana (Firenze, n. 1898 - Roma, † 1988)

## Criminali(3)
- Maria Kisito, criminale ruandese (Sovu, n. 1964)
- Maria Popescu, criminale rumena (Bucarest, n. 1919 - Canton Vallese, † 2004)
- Maria Tarnowska, criminale russa (Poltava, n. 1877 - Santa Fe, † 1949)

## Critiche d'arte(1)
- Maria Teresa Benedetti, critica d'arte e storica dell'arte italiana (Urbino, n. 1929)

## Critiche letterarie(4)
- Maria Luisa Doglio, critica letteraria e filologa italiana (Alessandria, n. 1936)
- Maria Janion, critica letteraria, traduttrice e attivista polacca (Mońki, n. 1926 - Varsavia, † 2020)
- Maria Francesca Rossetti, critica letteraria e educatrice britannica (Londra, n. 1827 - Londra, † 1876)
- Maria José de Lancastre, critica letteraria, traduttrice e curatrice editoriale portoghese (Lisbona, n. 1946)

## Cuoche(2)
- Maria Bricca, cuoca italiana (Pianezza, n. 1684 - Pianezza, † 1733)
- Alexandra Zazzi, cuoca, giornalista e personaggio televisivo svedese (Rapallo, n. 1966)

## Curatrici editoriali(1)
- Maria Jatosti, curatrice editoriale, scrittrice e giornalista italiana (Roma, n. 1929)

## Danzatrici(10)
- Maria Baderna, danzatrice italiana (Castel San Giovanni, n. 1828 - Rio de Janeiro, † 1892)
- Maria Bonfanti, ballerina italiana (Milano, n. 1845 - New York, † 1921)
- Sofia Fuoco, danzatrice italiana (Milano, n. 1829 - Carate Urio, † 1916)
- Nadia Gamal, danzatrice e attrice egiziana (Alessandria d'Egitto, n. 1937 - Beirut, † 1990)
- Elena D'Amario, ballerina e coreografa italiana (Pescara, n. 1990)
- Marisa Fracci, ballerina italiana (Milano, n. 1942)
- María Fux, ballerina, coreografa e scrittrice argentina (Buenos Aires, n. 1922 - † 2023)
- Maria Gambarelli, ballerina e attrice statunitense (La Spezia, n. 1900 - Huntington, † 1990)
- Maria Kowroski, ballerina statunitense (Grand Rapids, n. 1976)
- Maria Taglioni, ballerina italiana (Stoccolma, n. 1804 - Marsiglia, † 1884)

## Direttrici di coro(1)
- Mariele Ventre, direttrice di coro italiana (Bologna, n. 1939 - Bologna, † 1995)

## Dirigenti d'azienda(3)
- Marisa Bellisario, dirigente d'azienda italiana (Ceva, n. 1935 - Torino, † 1988)
- Maria das Graças Silva Foster, dirigente d'azienda e ingegnera brasiliana (Caratinga, n. 1953)
- Maria Patrizia Grieco, dirigente d'azienda italiana (Milano, n. 1952)

## Dirigenti pubbliche(2)
- Maria Angela Danzì, dirigente pubblica e politica italiana (Librizzi, n. 1957)
- Maria Luisa Pellizzari, dirigente pubblica e poliziotta italiana (Montagnana, n. 1959)

## Dirigenti sportive(3)
- Maria Sole Agnelli, dirigente sportiva e politica italiana (Villar Perosa, n. 1925)
- Maria Ilaria Pasqui, dirigente sportiva, ex calciatrice e avvocata italiana (Castelnovo ne' Monti, n. 1979)
- Maria Theurl, dirigente sportiva e ex fondista austriaca (Assling, n. 1966)

## Discobole(3)
- Maria Marello, ex discobola italiana (Torino, n. 1961)
- Maria Stella Masocco, ex discobola e pesista italiana (Bagnone, n. 1948)
- Ria Stalman, ex discobola e pesista olandese (Delft, n. 1951)

## Disegnatrici(2)
- Maria Clara Eimmart, disegnatrice e astronoma tedesca (Norimberga, n. 1676 - Norimberga, † 1707)
- Maria Ghezzi, disegnatrice, pittrice e scultrice italiana (Bresso, n. 1927 - Milano, † 2021)

## Doppiatrici(8)
- Maria Giulia Ciucci, doppiatrice italiana (Firenze, n. 1988)
- Maria Teresa Letizia, doppiatrice e attrice italiana (Latina, n. 1947 - Milano, † 2004)
- Beatrice Margiotti, doppiatrice italiana (Roma, n. 1958)
- Lisa Mazzotti, doppiatrice e direttrice del doppiaggio italiana (n. 1949)
- Stella Musy, doppiatrice e direttrice del doppiaggio italiana (Roma, n. 1970)
- Maria Naganawa, doppiatrice giapponese (Prefettura di Aichi, n. 1995)
- Maria Saccenti, doppiatrice italiana (La Spezia, n. 1903)
- Maria Yamamoto, doppiatrice e cantante giapponese (Kōbe, n. 1981)

## Drammaturghe(5)
- Maria Adelaide Amaral, drammaturga, scrittrice e sceneggiatrice portoghese (Alfena, n. 1942)
- Maria Blom, drammaturga, sceneggiatrice e regista svedese (Täby, n. 1971)
- Maria Gioitti Del Monaco, drammaturga, poetessa e scrittrice italiana (Pisino, n. 1890 - Trieste, † 1973)
- Maria Inversi, drammaturga, scrittrice e regista teatrale italiana (Minervino Murge)
- Maria Scarpetta, commediografa e scrittrice italiana (Napoli, n. 1891 - Pozzuoli, † 1949)

## Economiste(3)
- Maria Cecilia Guerra, economista e politica italiana (Nonantola, n. 1957)
- Maria Kaczyńska, economista e first lady polacca (Machowo, n. 1942 - Smolensk, † 2010)
- Maria da Conceição Tavares, economista e politica portoghese (Anadia, n. 1930 - Nova Friburgo, † 2024)

## Editrici(1)
- Maria Pacini Fazzi, editrice italiana (Lucca, n. 1930 - Lucca, † 2024)

## Educatrici(4)
- Maria Teresa Cucchiari, educatrice italiana (Roma, n. 1734 - Avezzano, † 1801)
- Maria Ferrari, educatrice e filantropa italiana (L'Aquila, n. 1824 - L'Aquila, † 1896)
- Maria Rutgers-Hoitsema, educatrice olandese (Britsum, n. 1847 - Rijswijk, † 1934)
- Maria Pasolini Ponti, educatrice, storica e pubblicista italiana (Gallarate, n. 1856 - Roma, † 1938)

## Entomologhe(1)
- Maria Matilde Principi, entomologa italiana (San Mariano, n. 1915 - Bologna, † 2017)

## Filantrope(4)
- Lucia Apicella, filantropa italiana (Cava de' Tirreni, n. 1887 - Cava de' Tirreni, † 1982)
- Maria Brignole Sale De Ferrari, filantropa italiana (Genova, n. 1811 - Parigi, † 1888)
- Maria Giovanna Albertoni Pirelli, filantropa italiana (Milano, n. 1915 - † 1970)
- Maria Trabucchi, filantropa italiana (Verona, n. 1909 - Verona, † 2005)

## Filologhe(3)
- Maria Corti, filologa, critica letteraria e scrittrice italiana (Milano, n. 1915 - Milano, † 2002)
- Maria Luisa Meneghetti, filologa italiana (Venezia, n. 1950)
- Maria Timpanaro Cardini, filologa italiana (Arezzo, n. 1890 - Firenze, † 1978)

## Filosofe(7)
- Maria Bettetini, filosofa italiana (Milano, n. 1962 - Milano, † 2019)
- Maria Luisa Boccia, filosofa e politica italiana (Roma, n. 1945)
- Gina Magnavita Galeffi, filosofa e filologa brasiliana (Belmonte, n. 1916 - Salvador, † 2005)
- Maria la Giudea, filosofa e alchimista romana
- Michela Marzano, filosofa, scrittrice e politica italiana (Roma, n. 1970)
- Maria-Cristina Pitassi, filosofa e teologa italiana (Rimini, n. 1954)
- Maria Adelaide Raschini, filosofa italiana (Broni, n. 1925 - Genova, † 1999)

## Fisiche(6)
- Maria Angela Ardinghelli, fisica e traduttrice italiana (Napoli, n. 1728 - Napoli, † 1825)
- Maria Goeppert-Mayer, fisica tedesca (Katowice, n. 1906 - San Diego, † 1972)
- Maria Cristina Marchetti, fisica italiana (Pavia, n. 1955)
- Maria Chiara Ramorino, fisica, ex tennista e ex orientista italiana (Torino, n. 1931)
- Marie Curie, fisica, chimica e matematica polacca (Varsavia, n. 1867 - Passy, † 1934)
- Maria Zuber, geofisica e astronoma statunitense (Norristown, n. 1958)

## Fondiste(5)
- Maria Canins, ex fondista, ciclista su strada e mountain biker italiana (Badia, n. 1949)
- Magdalena Forsberg, ex fondista e biatleta svedese (Kramfors, n. 1967)
- Maria Gismondi, fondista italiana (n. 2004)
- Maria Nordström, fondista svedese (Gävle, n. 1991)
- Maria Rydqvist, ex fondista svedese (Gislaved, n. 1983)

## Fondiste di corsa in montagna‎(1)
- Maria Cocchetti, fondista di corsa in montagna e maratoneta italiana (Lovere, n. 1966)

## Fotografe(6)
- Maria Chambefort, fotografa francese (Mâcon, n. 1840 - Roanne, † 1893)
- Maria Eisner, fotografa statunitense (Milano, n. 1909 - New York, † 1991)
- Maria Hille, fotografa olandese (Rhauderfehn, n. 1827 - L'Aia, † 1893)
- Maria Mulas, fotografa e pittrice italiana (Manerba del Garda, n. 1935)
- Maria Papadimitriou, fotografa greca (Atene, n. 1957)
- Grazia Toderi, fotografa italiana (Padova, n. 1963)

## Francescani(1)
- Maria Rosa Flesch, francescano tedesca (Schönstatt bei Vallendar, n. 1826 - Waldbreitbach, † 1906)

## Francesiste(2)
- Maria Luisa Belleli, francesista, traduttrice e poetessa italiana (Ferrara, n. 1909 - Roma, † 1992)
- Maria Teresa Giaveri, francesista, traduttrice e saggista italiana (Nibbiano, n. 1944)

## Fumettiste(1)
- Maria Luisa Uggetti, fumettista italiana (Milano, n. 1937 - Milano, † 2024)

## Funzionarie(1)
- Maria Anna Calabretta Manzara, funzionaria e politica italiana (Chiaravalle Centrale, n. 1929 - Roma, † 2019)

## Generali(1)
- Giuseppe Tommaso Rossetti, generale italiano (Torino, n. 1776 - Parigi, † 1840)

## Geologhe(1)
- Maria Bianca Cita, geologa e paleontologa italiana (Milano, n. 1924 - Milano, † 2024)

## Germaniste(1)
- Ludovica Koch, germanista e traduttrice italiana (Roma, n. 1941 - Copenaghen, † 1993)

## Giavellottiste(2)
- Maria Andrejczyk, giavellottista polacca (Suwałki, n. 1996)
- Maria Kwaśniewska, giavellottista e pesista polacca (Łódź, n. 1913 - Varsavia, † 2007)

## Ginnaste(9)
- Grazia Bozzo, ex ginnasta italiana (Sestri Ponente, n. 1936)
- Maria Cocuzza, ex ginnasta e ballerina italiana (Catania, n. 1973)
- Carmen Crescenzi, ex ginnasta italiana (Penne, n. 1998)
- Lorea Elso, ex ginnasta spagnola (Pamplona, n. 1973)
- Maria Teresa Gargano, ex ginnasta italiana (Roma, n. 1986)
- Maria Grazia Mancuso, ginnasta italiana (Venezia, n. 1956 - Venezia, † 2014)
- Maria Neculiță, ex ginnasta rumena (n. 1974)
- Maria Olaru, ex ginnasta rumena (Bârlad, n. 1982)
- Maria Vargas, ginnasta spagnola (Valencia, n. 1995)

## Giocatrici di badminton(1)
- Maria Kristin Yulianti, giocatrice di badminton indonesiana (Tuban, n. 1985)

## Giocatrici di beach volley(1)
- Maria Antonelli, giocatrice di beach volley brasiliana (Resende, n. 1984)

## Giocatrici di calcio a 5(1)
- Maria Sorvillo, giocatrice di calcio a 5 e ex calciatrice italiana (Aversa, n. 1982)

## Giocatrici di curling(3)
- Maria Gaspari, giocatrice di curling italiana (Pieve di Cadore, n. 1991)
- Maria Grazia Lacedelli, giocatrice di curling italiana (Cortina d'Ampezzo, n. 1943)
- Elisabeth Persson, giocatrice di curling svedese (Umeå, n. 1964)

## Giocatrici di squash(2)
- Barbara Masi, giocatrice di squash italiana (Napoli, n. 1960)
- Maria Toorpakai Wazir, giocatrice di squash pakistana (Waziristan del Sud, n. 1990)

## Giornaliste(37)
- Maria Bartiromo, giornalista e conduttrice televisiva statunitense (New York, n. 1967)
- Maria Luisa Busi, giornalista e conduttrice televisiva italiana (Milano, n. 1964)
- María Teresa Campos, giornalista, conduttrice televisiva e conduttrice radiofonica spagnola (Tétouan, n. 1941 - Madrid, † 2023)
- Maria Grazia Capulli, giornalista e conduttrice televisiva italiana (Macerata, n. 1960 - Roma, † 2015)
- Maria Cuffaro, giornalista e conduttrice televisiva italiana (Roma, n. 1964)
- Maria Grazia Cutuli, giornalista italiana (Catania, n. 1962 - Sarobi, † 2001)
- Maria De Lourdes Jesus, giornalista capoverdiana (Repubblica di Capo Verde)
- Muzi Epifani, giornalista, poetessa e scrittrice italiana (Bengasi, n. 1935 - Roma, † 1984)
- Maria Moreno, giornalista argentina (Buenos Aires, n. 1947)
- Maria Cristina Giongo, giornalista e scrittrice italiana (Milano, n. 1951)
- Maria Giudice, giornalista, attivista e sindacalista italiana (Codevilla, n. 1880 - Roma, † 1953)
- Maria Teresa Lamberti, giornalista e conduttrice radiofonica italiana (Roma, n. 1958)
- Maria Latella, giornalista, conduttrice televisiva e scrittrice italiana (Reggio Calabria, n. 1957)
- Maria Leitner, giornalista, conduttrice televisiva e telecronista sportiva italiana (Udine, n. 1959)
- Marilù Mastrogiovanni, giornalista italiana (Casarano, n. 1969)
- Maria Concetta Mattei, giornalista e conduttrice televisiva italiana (Trento, n. 1957)
- Maria Grazia Mazzola, giornalista italiana (Palermo, n. 1961)
- Maria Teresa Meli, giornalista italiana (Roma, n. 1961)
- Agnese Moro, giornalista e scrittrice italiana (n. 1952)
- Maria Serena Palieri, giornalista e scrittrice italiana (Roma, n. 1953 - Roma, † 2023)
- Maria Grazia Perini, giornalista, fumettista e traduttrice italiana (Milano, n. 1945 - Triuggio, † 2012)
- Maria Pezzi, giornalista e disegnatrice italiana (Milano, n. 1908 - Milano, † 2006)
- Anna Piaggi, giornalista, scrittrice e traduttrice italiana (Milano, n. 1931 - Milano, † 2012)
- Maria Pognon, giornalista e attivista francese (Honfleur, n. 1844 - Sydney, † 1925)
- Maria Rosa Quario, giornalista e ex sciatrice alpina italiana (Milano, n. 1961)
- Maria Ressa, giornalista filippina (Manila, n. 1963)
- Maria Laura Rodotà, giornalista italiana (Roma, n. 1961)
- Maria Grazia Rosa Rosso, giornalista, conduttrice televisiva e editrice italiana (Susa, n. 1954)
- Maria Rosetti, giornalista, rivoluzionaria e filantropa rumena (Guernsey, n. 1819 - † 1893)
- Maria Elvira Salazar, giornalista e politica statunitense (Miami, n. 1961)
- Maria Sole Santasilia, giornalista, conduttrice radiofonica e tiratrice a volo italiana (Napoli, n. 1962)
- Mariolina Sattanino, giornalista e conduttrice televisiva italiana (Napoli, n. 1952)
- Maria Shriver, giornalista, scrittrice e attivista statunitense (Chicago, n. 1955)
- Maria Luisa Valenti Ronco, giornalista e scrittrice italiana (Arezzo, n. 1926 - Roma, † 2022)
- Mitì Vigliero Lami, giornalista, scrittrice e poetessa italiana (Torino, n. 1957)
- Maria Luisa Vincenzoni, giornalista italiana (Padova, n. 1956 - Padova, † 2023)
- Pilar del Río, giornalista e traduttrice spagnola (Castril, n. 1950)

## Giuriste(3)
- Maria Pellegrina Amoretti, giurista italiana (Oneglia, n. 1756 - Oneglia, † 1787)
- Maria Alessandra Sandulli, giurista italiana (Napoli, n. 1956)
- Maria Rita Saulle, giurista italiana (Caserta, n. 1935 - Roma, † 2011)

## Greciste(2)
- Maria Grazia Ciani, grecista, traduttrice e scrittrice italiana (Pola, n. 1940)
- Maria Perlorentzou, grecista e traduttrice greca (Atene, n. 1942)

## Hockeiste su ghiaccio(1)
- Maria Rooth, hockeista su ghiaccio svedese (Ängelholm, n. 1979)

## Imperatrici(13)
- Maria Comnena, imperatrice bizantina (Trebisonda, n. 1404 - Costantinopoli, † 1439)
- Maria, imperatrice romana (Ravenna)
- Maria Bagrationi, imperatrice bizantina
- Maria di Brienne, imperatrice francese (Capua, n. 1224 - Napoli, † 1275)
- Maria, imperatrice bizantina
- Maria, imperatrice bizantina († 751)
- Maria di Amnia, imperatrice bizantina (Amnia)
- Maria di Gothia, imperatrice bizantina
- Maria Luisa d'Asburgo-Lorena, imperatrice (Vienna, n. 1791 - Parma, † 1847)
- Maria Teresa di Borbone-Due Sicilie, imperatrice (Napoli, n. 1772 - Vienna, † 1807)
- Maria d'Assia-Darmstadt, imperatrice (Darmstadt, n. 1824 - San Pietroburgo, † 1880)
- Maria Petralife, imperatrice bizantina
- Maria di Courtenay, imperatrice bizantina (n. 1204 - † 1228)

## Imprenditrici(7)
- Maria Altmann, imprenditrice austriaca (Vienna, n. 1916 - Los Angeles, † 2011)
- Maria Bigarelli, imprenditrice italiana (Carpi, n. 1914 - Carpi, † 1991)
- Maria Franca Fissolo, imprenditrice italiana (Savigliano, n. 1939)
- Maria Pia Gardini, imprenditrice italiana (Rovereto, n. 1936 - Grosseto, † 2012)
- Maria Gloria Giani, imprenditrice italiana (Livorno, n. 1956)
- Maria Paola Merloni, imprenditrice e ex politica italiana (Roma, n. 1963)
- Maria Toni, imprenditrice italiana (Appignano, n. 1939 - Macerata, † 2016)

## Incisori(1)
- Caterina Canossa, incisore italiana

## Infermiere(3)
- Maria Boni Brighenti, infermiera e militare italiana (Roma, n. 1868 - Gebel, † 1915)
- Maria Cristina Luinetti, infermiera e militare italiana (Cesate, n. 1969 - Mogadiscio, † 1993)
- Maria Peron, infermiera e partigiana italiana (Sant'Eufemia di Borgoricco, n. 1915 - San Bernardino Verbano, † 1976)

## Insegnanti(6)
- Mieke Bal, docente e artista olandese (Heemstede, n. 1946)
- Maria Aparecida Beruski, docente brasiliana (Joaquim Távora, n. 1959 - Joaquim Távora, † 1986)
- Maria Boschetti Alberti, insegnante e pedagogista svizzera (Montevideo, n. 1879 - Agno, † 1951)
- Maria Helena Bruhn-Friedlander, insegnante tedesca (n. 1905 - † 1995)
- Maria Damian, insegnante e antifascista italiana (Trento, n. 1887 - Laives, † 1953)
- Carme Forcadell, insegnante, politica e attivista spagnola (Xerta, n. 1955)

## Ispaniste(1)
- Maria Caterina Ruta, ispanista italiana (Palermo, n. 1941)

## Judoka(3)
- Maria Suelen Altheman, judoka brasiliana (Amparo, n. 1988)
- Maria Centracchio, ex judoka italiana (Castel di Sangro, n. 1994)
- Maria Teresa Motta, ex judoka italiana (Sanremo, n. 1963)

## Letterate(2)
- Teresa Ciamagnini Fabbroni, letterata e socialite italiana (Grosseto, n. 1763 - Firenze, † 1811)
- Bianca Penco, letterata italiana (Genova, n. 1917 - Genova, † 2015)

## Linguiste(2)
- Maria Luisa Altieri Biagi, linguista italiana (Venezia, n. 1930 - Bologna, † 2017)
- Maria Teresa Morreale, linguista e germanista italiana (Neuilly, n. 1933 - Palermo, † 1996)

## Lottatrici(4)
- Maria Diana, lottatrice italiana (Bari, n. 1985)
- Maria Dunn, lottatrice statunitense (Tamuning, n. 1986)
- Maria Prevolaraki, lottatrice greca (Atene, n. 1991)
- Maria Selmaier, lottatrice tedesca (Magdeburgo, n. 1991)

## Lunghiste(2)
- Maria Natalia Londa, lunghista e triplista indonesiana (Denpasar, n. 1990)
- Maria Vittoria Trio, ex lunghista italiana (Torino, n. 1947)

## Mafiose(2)
- Maria Licciardi, mafiosa italiana (Napoli, n. 1951)
- Maria Serraino, mafiosa italiana (Cardeto, n. 1931 - Milano, † 2017)

## Magistrate(3)
- Clementina Forleo, magistrata italiana (Francavilla Fontana, n. 1963)
- Gabriella Luccioli, magistrata italiana (Terni, n. 1940)
- Maria Rosaria San Giorgio, magistrata italiana (Napoli, n. 1952)

## Maratonete(4)
- Maria Curatolo, ex maratoneta e mezzofondista italiana (Torino, n. 1963)
- Maria Guida, ex maratoneta e mezzofondista italiana (Vico Equense, n. 1966)
- Manuela Machado, ex maratoneta portoghese (Viana do Castelo, n. 1963)
- Maria Grazia Roberti, maratoneta e fondista di corsa in montagna italiana (Puegnago del Garda, n. 1966)

## Marciatrici(1)
- Maria Grazia Cogoli, marciatrice italiana (Castrezzato, n. 1962)

## Matematiche(7)
- Maria Gaetana Agnesi, matematica, filosofa e teologa italiana (Milano, n. 1718 - Milano, † 1799)
- Maria Ales, matematica italiana (Trapani, n. 1899)
- Maria Cibrario Cinquini, matematica italiana (Genova, n. 1906 - Pavia, † 1992)
- Maria Colombo, matematica italiana (Luino, n. 1989)
- Maria Gramegna, matematica italiana (Tortona, n. 1887 - Avezzano, † 1915)
- Maria Pastori, matematica e fisica italiana (Milano, n. 1895 - Milano, † 1975)
- Maria Reiche, matematica, archeologa e traduttrice tedesca (Dresda, n. 1903 - Lima, † 1998)

## Mecenati(1)
- Maria de Ventadorn, mecenate e trobairitz francese († 1222)

## Medagliste(2)
- Maria Angela Cassol, medaglista italiana (Nettuno, n. 1956)
- Maria Carmela Colaneri, medaglista italiana (Roma, n. 1963)

## Medici(8)
- Maria Cuțarida-Crătunescu, medico e attivista rumena (Călărași, n. 1857 - Bucarest, † 1919)
- Maria Del Rio, medico, scienziata e storica italiana (Reggio Emilia, n. 1892 - Casina, † 1978)
- Maria Del Zompo, medico e docente italiana (Cagliari, n. 1951)
- Maria Velleda Farnè, medico italiana (Bologna, n. 1852 - Rivalba, † 1905)
- Maria Cristina Messa, medico e politica italiana (Monza, n. 1961)
- Maria Antonia Modolo, medico e politica italiana (Spoleto, n. 1929 - Perugia, † 2020)
- Maria Petraccini, medico italiana (Bagnacavallo, n. 1759 - Bagnacavallo, † 1791)
- Maria Van Kerkhove, medico e funzionaria statunitense (New Hartford, n. 1977)

## Mezzofondiste(5)
- Maria Cioncan, mezzofondista rumena (Maieru, n. 1977 - Pleven, † 2007)
- Conceição Ferreira, ex mezzofondista e maratoneta portoghese (n. 1962)
- Mia Gommers, ex mezzofondista olandese (Stein, n. 1939)
- Maria Mutola, ex mezzofondista mozambicana (Maputo, n. 1972)
- Fernanda Ribeiro, ex mezzofondista portoghese (Penafiel, n. 1969)

## Mezzosoprani(6)
- Maria Capuana, mezzosoprano italiano (Fano, n. 1891 - Cagliari, † 1955)
- Maria Gay, mezzosoprano spagnolo (Barcellona, n. 1876 - New York, † 1943)
- Maria Leopoldina Paolicchi, mezzosoprano e contralto italiano (Pisa, n. 1854 - Firenze, † 1932)
- Maria Ràtkova, mezzosoprano e contralto russo (San Pietroburgo)
- Maria Trabucco, mezzosoprano e contralto italiano (Leivi, n. 1949 - Zoagli, † 2025)
- Maria Waldmann, mezzosoprano austriaca (Vienna, n. 1845 - Ferrara, † 1920)

## Microbiologhe(1)
- Maria Elena Bottazzi, microbiologa honduregna (Genova)

## Militari(5)
- Carlo Ferdinando Galli della Loggia, militare e politico italiano (Torino, n. 1780 - Torino, † 1858)
- Maria Garzena, militare italiana (Torino, n. 1908 - Graglia, † 1944)
- Maria Mandl, militare e criminale di guerra austriaca (Münzkirchen, n. 1912 - Cracovia, † 1948)
- Maria Quitéria, militare brasiliana (Feira de Santana, n. 1792 - Salvador, † 1853)
- Maria Wittek, militare e partigiana polacca (Trębki, n. 1899 - Varsavia, † 1997)

## Missionari(1)
- Maria Efrem Garrelon, missionario e vescovo cattolico francese (Casteljaloux, n. 1827 - Mangalore, † 1873)

## Mistiche(3)
- Maria Bolognesi, mistica italiana (Bosaro, n. 1924 - Rovigo, † 1980)
- Maria Domenica Lazzeri, mistica italiana (Capriana, n. 1815 - Capriana, † 1848)
- Maria Simma, mistica austriaca (Sonntag, n. 1915 - Sonntag, † 2004)

## Modelle(31)
- Marietta Ambrosi, modella e scrittrice italiana (Rovereto, n. 1852 - Brescia, † 1921)
- Maria Borges, modella angolana (Luanda, n. 1992)
- Maria Dornier, modella francese
- Maria Fletcher, ex modella statunitense (Asheville, n. 1942)
- Cristiana Frixione, modella nicaraguense (Managua, n. 1984)
- Lupita González, modella messicana (Jalisco, n. 1987)
- Izabel Goulart, supermodella e attrice brasiliana (São Carlos, n. 1984)
- Maria Cecilia Guardi, modella italiana (Venezia, n. 1702 - Venezia, † 1779)
- Maria Kamiyama, modella giapponese (Tokyo, n. 1987)
- Maria Kimberly, ex modella e attrice statunitense (n. 1944)
- Victoria Kjær Theilvig, modella danese (Copenaghen, n. 2003)
- Maria Latini, modella italiana (Cineto Romano, n. 1853 - Parigi, † 1900)
- Maria Isabel Lorenzo, modella spagnola
- Rocío Martín, modella spagnola (Siviglia, n. 1953)
- Maxine Medina, modella filippina (Quezon City, n. 1990)
- Margie Moran, modella filippina (n. 1953)
- Maria Nowakowska, modella polacca (Legnica, n. 1987)
- Maria Perrusi, modella italiana (Cosenza, n. 1991)
- Maria Pinnone, modella italiana (Roma, n. 1954 - Roma, † 1993)
- Maria Polverino, modella italiana (Napoli, n. 1992)
- Venus Raj, modella filippina (Doha, n. 1988)
- Maria Remenyi, modella statunitense (Danimarca, n. 1946)
- María Reyes, modella spagnola (Figueras, n. 1976)
- Catalina Robayo, modella colombiana (Palmira, n. 1989)
- Maria Selena, modella indonesiana (Palembang, n. 1990)
- Marie Spartali Stillman, modella e pittrice inglese (Londra, n. 1844 - Londra, † 1927)
- Candela Vetrano, modella e attrice argentina (Lomas de Zamora, n. 1991)
- Maria Whittaker, ex modella britannica (Hounslow, n. 1969)
- Maria Zambaco, modella e artista britannica (Londra, n. 1843 - Parigi, † 1914)
- Maria da Gloria Carvalho, modella brasiliana (Rio de Janeiro, n. 1950)
- Maria del Carmen Muñoz, modella spagnola (n. 1953)

## Montatrici(1)
- Maria Rosada, montatrice italiana (Pietramelara, n. 1899 - Terracina, † 1970)

## Multipliste(1)
- Magalì Vettorazzo, multiplista, ostacolista e lunghista italiana (Preganziol, n. 1942 - Firenze, † 2018)

## Musiciste(1)
- Maria Antonietta Sisini, musicista, produttrice discografica e scrittrice italiana (Sorso, n. 1950)

## Naturaliste(1)
- Maria Sibylla Merian, naturalista e pittrice tedesca (Francoforte sul Meno, n. 1647 - Amsterdam, † 1717)

## Nuotatrici(17)
- Maria Alavidze, nuotatrice artistica georgiana (n. 2006)
- Maria Ioanna Amerali, nuotatrice artistica greca (n. 2009)
- Maria Bofill Strub, nuotatrice artistica spagnola (n. 2005)
- Maria Both, ex nuotatrice rumena (Târgu Mureș, n. 1941)
- Marie Braun, nuotatrice olandese (Rotterdam, n. 1911 - Gouda, † 1982)
- Maria Lenk, nuotatrice brasiliana (San Paolo, n. 1915 - Rio de Janeiro, † 2007)
- Maria Nardi, ex nuotatrice italiana (Ravenna, n. 1935)
- Puck Oversloot, nuotatrice olandese (Rotterdam, n. 1914 - Rotterdam, † 2009)
- Maria Cristina Pacifici, ex nuotatrice italiana (Roma, n. 1945)
- Maria Poiani Panigati, nuotatrice italiana (Pavia, n. 1982)
- Maria Cristina Ponteprimo, ex nuotatrice italiana (Torino, n. 1961)
- Maria Strumolo, ex nuotatrice italiana (Milano, n. 1949)
- Maria Ugolkova, ex nuotatrice russa (Mosca, n. 1989)
- Ria van Velsen, ex nuotatrice olandese (L'Aia, n. 1943)
- Maria Vierdag, nuotatrice olandese (Amersfoort, n. 1905 - Amsterdam, † 2005)
- Maria de Valdés Álvarez, nuotatrice spagnola (Fuengirola, n. 1998)
- Maria Östling, ex nuotatrice svedese (Frustuna, n. 1978)

## Ornitologhe(1)
- Emilie Snethlage, ornitologa tedesca (Gransee, n. 1868 - Porto Velho, † 1929)

## Ostacoliste(1)
- Maria Sander, ostacolista e velocista tedesca (Dinslaken, n. 1924 - Niederwahn, † 1999)

## Pallavoliste(5)
- Maria Luisa Cumino, ex pallavolista italiana (Chieri, n. 1992)
- Maria Demencia Morales, pallavolista statunitense (Amherst, n. 1992)
- Maria Nomikou, pallavolista greca (Amarousio, n. 1993)
- Maria Irene Ricci, pallavolista italiana (Roma, n. 1996)
- Maria del Rosario Romanò, ex pallavolista argentina (Buenos Aires, n. 1976)

## Partigiane(10)
- Maria Bartolotti, partigiana italiana (Fusignano, n. 1923 - Ravenna, † 1972)
- Maria Giulia Cardini, partigiana italiana (Orta San Giulio, n. 1921 - Orta San Giulio, † 2014)
- Maria Lisa Cinciari Rodano, partigiana e politica italiana (Roma, n. 1921 - Roma, † 2023)
- Maria Luigia Guaita, partigiana, editrice e scrittrice italiana (Pisa, n. 1912 - Firenze, † 2007)
- Maria Assunta Lorenzoni, partigiana italiana (Macerata, n. 1918 - Firenze, † 1944)
- Maria Lazzari, partigiana italiana (Padova, n. 1903 - Bergen Belsen, † 1945)
- Maria Michetti, partigiana e politica italiana (Roma, n. 1922 - Roma, † 2007)
- Maria Mirecka-Loryś, partigiana polacca (Ulanów, n. 1916 - Varsavia, † 2022)
- Maria Teresa Regard, partigiana, scrittrice e giornalista italiana (Roma, n. 1924 - Roma, † 2000)
- Maria Pia Tavazzani, partigiana, scrittrice e fotografa italiana (Pavia, n. 1922 - Roma, † 2019)

## Patriote(3)
- Maria Abriani, patriota italiana (Mori, n. 1889 - † 1966)
- Maria Gianni, patriota e poetessa italiana (Trieste, n. 1886 - Vienna, † 1943)
- Maria Uva, patriota italiana (Villeneuve, n. 1906 - Meldola, † 2003)

## Pattinatrici artistiche su ghiaccio(1)
- Maria Jelinek, ex pattinatrice artistica su ghiaccio canadese (Praga, n. 1942)

## Pattinatrici di short track(2)
- Maria Rosa Candido, pattinatrice di short track italiana (Auronzo di Cadore, n. 1967 - Silandro, † 1993)
- Cristina Sciolla, ex pattinatrice di short track italiana (Torino, n. 1965)

## Pattinatrici di velocità su ghiaccio(1)
- Marianne Timmer, ex pattinatrice di velocità su ghiaccio olandese (n. 1974)

## Pedagogiste(4)
- Maria De Unterrichter Jervolino, pedagogista, insegnante e politica italiana (Ossana, n. 1902 - Roma, † 1975)
- Maria Montessori, pedagogista, educatrice e medica italiana (Chiaravalle, n. 1870 - Noordwijk, † 1952)
- Maria Pezzé Pascolato, pedagogista e scrittrice italiana (Venezia, n. 1869 - Venezia, † 1933)
- Maria Pozsonec, pedagoga e politica slovena (Dolga Vas, n. 1940 - † 2017)

## Pediatre(1)
- Maria Bonino, pediatra italiana (Biella, n. 1953 - Luanda, † 2005)

## Personaggi televisivi(2)
- Tina Cipollari, personaggio televisivo e opinionista italiana (Viterbo, n. 1965)
- Maria Scicolone, personaggio televisivo e scrittrice italiana (Roma, n. 1938)

## Pesiste(1)
- Maria Tranchina, pesista e martellista italiana (Palermo, n. 1968)

## Pianiste(14)
- Leopoldine Blahetka, pianista e compositrice austriaca (Guntramsdorf, n. 1809 - Boulogne-sur-Mer, † 1885)
- Maria Curcio, pianista e musicologa italiana (Napoli, n. 1920 - Porto, † 2009)
- Miriam Di Pasquale, pianista e clavicembalista italiana (Milano, n. 1963 - Roma, † 2024)
- Maria Giacchino Cusenza, pianista e compositrice italiana (Palermo, n. 1898 - Palermo, † 1979)
- Maria Lettberg, pianista svedese (Riga, n. 1970)
- Maria Theresia von Paradis, pianista, compositrice e musicista austriaca (Vienna, n. 1759 - Vienna, † 1824)
- Maria Perrotta, pianista italiana (Cosenza, n. 1974)
- Maria João Pires, pianista portoghese (Lisbona, n. 1944)
- Maria Luigia Pizzoli, pianista e compositrice italiana (Bologna, n. 1817 - Bologna, † 1838)
- Barbara Ployer, pianista austriaca (Alta Austria, n. 1765 - Croazia, † 1811)
- Misia Sert, pianista e modella russa (San Pietroburgo, n. 1872 - Parigi, † 1950)
- Maria Szymanowska, pianista e compositrice polacca (Varsavia, n. 1789 - San Pietroburgo, † 1831)
- Maria Tipo, pianista italiana (Napoli, n. 1931 - Firenze, † 2025)
- Maria Elisa Tozzi, pianista italiana (Roma)

## Pilote automobilistiche(3)
- Maria Antonietta Avanzo, pilota automobilistica italiana (Contarina, n. 1889 - Roma, † 1977)
- Maria Teresa de Filippis, pilota automobilistica italiana (Napoli, n. 1926 - Scanzorosciate, † 2016)
- Lella Lombardi, pilota automobilistica italiana (Frugarolo, n. 1941 - Milano, † 1992)

## Pilote di rally(1)
- Tina Thörner, copilota di rally svedese (Säffle, n. 1966)

## Pionieri dell'aviazione(1)
- Maria Josep Colomer i Luque, pioniere dell'aviazione spagnola (Barcellona, n. 1913 - Surrey, † 2004)

## Pistard(2)
- Maria Giulia Confalonieri, pistard e ciclista su strada italiana (Giussano, n. 1993)
- Maria Martins, pistard e ciclista su strada portoghese (Moçarria, n. 1999)

## Pittrici(43)
- Begoña Ameztoy, pittrice e scrittrice spagnola (San Sebastián, n. 1951)
- Maria Maddalena Baldacci, pittrice italiana (Firenze, n. 1718 - Firenze, † 1782)
- Maria Bertolani, pittrice italiana (Milano, n. 1896 - Salerno, † 1960)
- Maria Callani, pittrice italiana (Milano, n. 1778 - Parma, † 1803)
- Minna Cammarano, pittrice italiana (Napoli, n. 1931 - Ferrara, † 2009)
- Maria Caspar-Filser, pittrice tedesca (Riedlingen, n. 1878 - Brannenburg, † 1968)
- Maria Giovanna Clementi, pittrice italiana (Torino, n. 1690 - Torino, † 1761)
- Maria Colombo Sassi, pittrice italiana (Milano, n. 1896 - Milano, † 1982)
- Maria De Dominici, pittrice, scultrice e monaca cristiana maltese (Vittoriosa, n. 1645 - Roma, † 1703)
- Maria Oriana Galli da Bibbiena, pittrice italiana (Bologna, n. 1656 - Bologna, † 1749)
- Maria Gażycz, pittrice polacca (Višera, n. 1860 - Hrodna, † 1935)
- Maria Grandinetti Mancuso, pittrice e giornalista italiana (Soveria Mannelli, n. 1891 - Roma, † 1977)
- Angelika Kauffmann, pittrice svizzera (Coira, n. 1741 - Roma, † 1807)
- Maria Louise Kirk, pittrice e illustratrice statunitense (Lancaster, n. 1860 - † 1938)
- Maria Lassnig, pittrice austriaca (Krasta, n. 1919 - Vienna, † 2014)
- Maria Lehel, pittrice ungherese (Budapest, n. 1889 - Genova, † 1972)
- Maria Giuseppa Liesch, pittrice e illustratrice italiana (Ferrara, n. 1883 - Firenze, † 1930)
- Maria Caterina Locatelli, pittrice italiana (Bologna - Bologna, † 1723)
- Maria Malara Arria, pittrice italiana (Reggio Calabria, n. 1917 - Reggio Calabria, † 2022)
- Maria Helena Manzan, pittrice brasiliana (Tupaciguara, n. 1960)
- Maria Martinetti, pittrice italiana (Roma, n. 1864 - Contea di Marin, † 1921)
- Maria Teresa Mazzei Fabbricotti, pittrice italiana (Firenze, n. 1893 - Carrara, † 1977)
- Maria Moninckx, pittrice e illustratrice olandese (L'Aia - Amsterdam, † 1757)
- Maria Giacomina Nazari, pittrice italiana (Venezia, n. 1724)
- Maria Jacoba Ommeganck, pittrice fiamminga (Anversa, n. 1760 - Anversa, † 1849)
- Maria van Oosterwijck, pittrice olandese (Nootdorp, n. 1630 - Uitdam, † 1693)
- Maria Padula, pittrice e scrittrice italiana (Montemurro, n. 1915 - Napoli, † 1987)
- Maria Elena Panzacchi, pittrice e disegnatrice italiana (Bologna, n. 1668 - † 1737)
- Mimi Parent, pittrice canadese (Montréal, n. 1924 - Ollon, † 2005)
- Maria Luisa Petroni, pittrice italiana (Modena, n. 1921 - Bologna, † 1977)
- Maria Questa, pittrice italiana (Roma, n. 1904 - La Spezia, † 1988)
- Maria Luigia Raggi, pittrice italiana (Genova, n. 1742 - Genova, † 1813)
- Paula Rego, pittrice portoghese (Lisbona, n. 1935 - Londra, † 2022)
- Maria Röhl, pittrice e miniaturista svedese (Stoccolma, n. 1801 - Stoccolma, † 1875)
- Carmen Selves, pittrice spagnola (Manresa, n. 1931)
- Maria Theresa van Thielen, pittrice fiamminga (Anversa, n. 1640 - Anversa, † 1706)
- Maria Felice Tibaldi, pittrice italiana (Roma, n. 1707 - Roma, † 1770)
- Maria Helena Vieira da Silva, pittrice portoghese (Lisbona, n. 1908 - Parigi, † 1992)
- Maria Vinca, pittrice italiana (Milano, n. 1878 - Venezia, † 1939)
- Maria Vos, pittrice olandese (Amsterdam, n. 1824 - Oosterbeek, † 1906)
- Maria Wiik, pittrice finlandese (Helsinki, n. 1853 - Helsinki, † 1928)
- Maria Withoos, pittrice olandese (Amersfoort, n. 1663)
- Maria de Abarca, pittrice spagnola

## Poetesse(34)
- Maria Algranati, poetessa e scrittrice italiana (Roma, n. 1886 - Napoli, † 1978)
- Maria Attanasio, poetessa e scrittrice italiana (Caltagirone, n. 1943)
- Maria Banuș, poetessa e scrittrice rumena (Bucarest, n. 1914 - Bucarest, † 1999)
- Maria Alinda Bonacci Brunamonti, poetessa italiana (Perugia, n. 1841 - Perugia, † 1903)
- Maria Selvaggia Borghini, poetessa italiana (Pisa, n. 1656 - Pisa, † 1731)
- Maria Grazia Calandrone, poetessa, scrittrice e drammaturga italiana (Milano, n. 1964)
- Maria Clelia Cardona, poetessa, scrittrice e traduttrice italiana (Viterbo, n. 1940 - Roma, † 2024)
- Maria Chessa Lai, poetessa italiana (Monti, n. 1922 - Alghero, † 2012)
- Maria Luisa Cicci, poetessa italiana (Pisa, n. 1760 - Pisa, † 1794)
- Maria Costa, poetessa italiana (Messina, n. 1926 - Messina, † 2016)
- Maria Teresa Cristofano, poetessa e scrittrice italiana (Verona, n. 1902 - Napoli, † 1992)
- Maria Virginia Fabroni, poetessa italiana (Tredozio, n. 1851 - Tredozio, † 1878)
- Maria Fortuna, poetessa italiana (n. 1742 - Livorno, † 1807)
- Maria Grech Ganado, poetessa e traduttrice maltese (Lia, n. 1943)
- Maria Giuseppa Guacci, poetessa italiana (Napoli, n. 1807 - Napoli, † 1848)
- Maria Gustava Gyllenstierna, poetessa, traduttrice e letterata svedese (Stoccolma, n. 1672 - Tyresö, † 1737)
- Maria Konopnicka, poetessa, scrittrice e saggista polacca (Suwałki, n. 1842 - Leopoli, † 1910)
- Maria Lenti, poetessa e politica italiana (Urbino, n. 1941)
- Maria Mercè Marçal, poetessa, scrittrice e editrice spagnola (Ivars d'Urgell, n. 1952 - Barcellona, † 1998)
- Margarita Ferreras, poetessa spagnola (Alcañices, n. 1900 - Palencia, † 1964)
- Maria di Francia, poetessa francese
- Maria del Pilar Maspons i Labrós, poetessa e scrittrice spagnola (Barcellona, n. 1841 - Barcellona, † 1907)
- Maria Maddalena Morelli, poetessa italiana (Pistoia, n. 1727 - Firenze, † 1800)
- Costanza Moscheni, poetessa italiana (Lucca, n. 1786 - Viareggio, † 1831)
- Maria Pawlikowska-Jasnorzewska, poetessa e drammaturga polacca (Cracovia, n. 1894 - Manchester, † 1945)
- Maria Poliduri, poetessa greca (Kalamata, n. 1902 - Atene, † 1930)
- Maria Pia Quintavalla, poetessa e scrittrice italiana (Parma, n. 1952)
- Maria Antonia Scalera Stellini, poetessa e drammaturga italiana (Acquaviva delle Fonti, n. 1634 - Ariccia, † 1704)
- Maria Luisa Spaziani, poetessa, traduttrice e aforista italiana (Torino, n. 1922 - Roma, † 2014)
- Wisława Szymborska, poetessa polacca (Kórnik, n. 1923 - Cracovia, † 2012)
- Maria Tore Barbina, poetessa italiana (Udine, n. 1940 - † 2007)
- Maria Barbara Tosatti, poetessa italiana (San Felice sul Panaro, n. 1891 - Roma, † 1934)
- Isabella Vincentini, poetessa, critica letteraria e saggista italiana (Rieti, n. 1954)
- Maria Tesselschade Visscher, poetessa olandese (Amsterdam, n. 1594 - † 1649)

## Politici(3)
- Emiliano Avogadro della Motta, politico e filosofo italiano (Vercelli, n. 1798 - Torino, † 1865)
- Ferdinand von Lobkowitz, politico austro-ungarico (Berschkowitz, n. 1850 - Milano, † 1926)
- Maurizio Rorà di Lucerna, politico italiano (Torino, n. 1793 - Torino, † 1854)

## Produttrici cinematografiche(2)
- Maria Carlota Bruno, produttrice cinematografica brasiliana
- Maria Carolina Terzi, produttrice cinematografica italiana

## Psichiatre(1)
- Maria Luisa Figueira, psichiatra portoghese (n. 1944)

## Psicologhe(3)
- Maria Luisa Falorni, psicologa italiana (Firenze, n. 1921 - Firenze, † 2002)
- Maria Pia Lai Guaita, psicologa italiana (Ulassai, n. 1936)
- Maria Rita Parsi, psicologa e psicoterapeuta italiana (Roma, n. 1947)

## Pugili(2)
- Maria Moroni, pugile, avvocato e dirigente sportivo italiana (Foligno, n. 1975)
- Maria Rosa Tabbuso, ex pugile italiana (Santa Elisabetta, n. 1970)

## Registe(5)
- Maria Florio, regista, sceneggiatrice e produttrice cinematografica statunitense
- Maria Martinelli, regista e produttrice cinematografica italiana (Reggio Emilia, n. 1958)
- Elvira Notari, regista cinematografica italiana (Salerno, n. 1875 - Cava de' Tirreni, † 1946)
- Maria Sole Tognazzi, regista e sceneggiatrice italiana (Roma, n. 1971)
- Maria Maddalena Yon, regista italiana (Ivrea, n. 1930 - Ivrea, † 2019)

## Rugbiste a 15(3)
- Maria Grazia Cioffi, rugbista a 15 e allenatrice di rugby a 15 italiana (Benevento, n. 1989)
- Maria Magatti, rugbista a 15 italiana (Como, n. 1992)
- Maria Diletta Veronese, ex rugbista a 15 italiana (Rovigo, n. 1982)

## Saggiste(3)
- Maria Romana Catti De Gasperi, saggista, politica e partigiana italiana (Trento, n. 1923 - Roma, † 2022)
- Maria Giovanna Maglie, saggista, opinionista e giornalista italiana (Venezia, n. 1952 - Roma, † 2023)
- Maria Soresina, saggista e storica della filosofia italiana (Milano, n. 1940 - Milano, † 2024)

## Sante(1)
- Maria Goretti, santa italiana (Corinaldo, n. 1890 - Nettuno, † 1902)

## Scacchiste(1)
- Maria Gvorgyan, scacchista armena (Erevan, n. 1994)

## Sceneggiatrici(4)
- Maria Pia Fusco, sceneggiatrice e giornalista italiana (Roma, n. 1939 - Roma, † 2016)
- Maria von Heland, sceneggiatrice e regista svedese (Stoccolma, n. 1965)
- Maria Teresa Ricci, sceneggiatrice e regista italiana (Roma, n. 1912 - Roma, † 1969)
- Maria Semple, sceneggiatrice statunitense (Santa Monica, n. 1964)

## Scenografe(4)
- Maria Björnson, scenografa e costumista francese (Parigi, n. 1949 - Londra, † 2002)
- Maria Paola Maino, scenografa e costumista italiana (Roma, n. 1940)
- Maria Signorelli, scenografa e costumista italiana (Roma, n. 1908 - Roma, † 1992)
- Maria Stilde Ambruzzi, scenografa italiana (Ferrara, n. 1947)

## Schermitrici(6)
- Maria Bartkowski, schermitrice tedesca (n. 1985)
- Maria Consolata Collino, ex schermitrice italiana (Torino, n. 1947)
- Maria Grötzer, ex schermitrice austriaca (Vienna, n. 1928)
- Maria Isaksson, ex schermitrice svedese (n. 1964)
- Maria Udrea, schermitrice rumena (Bucarest, n. 1990)
- Maria Vicol, schermitrice rumena (Bucarest, n. 1935 - † 2015)

## Sciatrici alpine(18)
- Maria Laura Alberti, ex sciatrice alpina italiana (Belluno, n. 1962)
- Kristina Andersson, ex sciatrice alpina svedese (Solna, n. 1965)
- Marisella Chevallard, ex sciatrice alpina italiana (Rozzano, n. 1945)
- Maria Duss, ex sciatrice alpina svizzera (n. 1943)
- Maria Epple, ex sciatrice alpina tedesca (Seeg, n. 1959)
- Cristina Gravina, ex sciatrice alpina italiana (Bolzano, n. 1960)
- Maria Holaus, ex sciatrice alpina austriaca (Brixen im Thale, n. 1983)
- Maria Kristoffersson, ex sciatrice alpina svedese (n. 1968)
- Maria Kurz-Schlechter, ex sciatrice alpina austriaca (Sankt Johann in Tirol, n. 1959)
- Maria Grazia Marchelli, sciatrice alpina e giornalista italiana (Genova, n. 1932 - Milano, † 2006)
- Maria Maricich, ex sciatrice alpina statunitense (Sun Valley, n. 1961)
- Maria Paola Mathieu, ex sciatrice alpina italiana (n. 1953)
- Maria Pietilä Holmner, ex sciatrice alpina svedese (Umeå, n. 1986)
- Maria Riesch, ex sciatrice alpina tedesca (Garmisch-Partenkirchen, n. 1984)
- Maria Roberta Schranz, ex sciatrice alpina italiana (Domodossola, n. 1952)
- Maria Sund, ex sciatrice alpina svedese
- Maria Therese Tviberg, ex sciatrice alpina norvegese (Bergen, n. 1994)
- Maria Walliser, ex sciatrice alpina svizzera (Mosnang, n. 1963)

## Sciatrici nautiche(1)
- María Victoria de Armas, sciatrice nautica argentina (n. 1996)

## Scultrici(5)
- Maria Dompè, scultrice italiana (Fermo, n. 1959)
- Amalia Dupré, scultrice italiana (Firenze, n. 1842 - Firenze, † 1928)
- Maria Ewel, scultrice tedesca (Königsberg, n. 1915 - Brema, † 1988)
- Maria Martins, scultrice brasiliana (Campanha, n. 1894 - Rio de Janeiro, † 1973)
- Maria Fortunata Scola Camerini, scultrice italiana (Rovigo, n. 1864 - Creazzo, † 1937)

## Showgirl(1)
- Maria Mazza, showgirl, attrice e ex modella italiana (Weehawken, n. 1975)

## Sindacaliste(1)
- Maria Ausilia Piroddi, sindacalista italiana (Lanusei, n. 1958 - Bari Sardo, † 2011)

## Slittiniste(4)
- Maria Feichter, ex slittinista italiana (Brunico, n. 1982)
- Maria Isser, slittinista austriaca (Matrei in Osttirol, n. 1929 - Innsbruck, † 2011)
- Maria Messner, slittinista italiana (Brunico, n. 1994)
- Maria Semczyszak, ex slittinista polacca (Mieroszów, n. 1933)

## Sociologhe(2)
- Helena Carreiras, sociologa e politica portoghese (Portalegre, n. 1965)
- Maria Teresa Torti, sociologa italiana (Quargnento, n. 1951 - Genova, † 2001)

## Sollevatrici(1)
- Maria Grazia Alemanno, sollevatrice italiana (Galatina, n. 1990)

## Soprani(43)
- Maria Agresta, soprano italiano (Vallo della Lucania, n. 1978)
- Maria Bieșu, soprano moldavo (Volintiri, n. 1935 - Chișinău, † 2012)
- Maria Billeri, soprano italiano (Pisa)
- Maria Luigia Borsi, soprano italiano (Sora, n. 1973)
- Maria Callas, soprano statunitense (New York, n. 1923 - Parigi, † 1977)
- Maria Caniglia, soprano italiano (Napoli, n. 1905 - Roma, † 1979)
- Maria Carbone, soprano italiano (Castellammare di Stabia, n. 1908 - Roma, † 2002)
- Maria Casula, soprano e mezzosoprano italiano (Cagliari, n. 1939)
- Maria Cebotari, soprano moldavo (Chișinău, n. 1910 - Vienna, † 1949)
- Maria Chiara, soprano italiano (Piavon, n. 1939)
- Maria Dragoni, soprano italiano (Procida, n. 1958)
- Maria Ewing, soprano e mezzosoprano statunitense (Detroit, n. 1950 - Detroit, † 2022)
- Maria Farneti, soprano italiano (Forlì, n. 1877 - San Varano di Forlì, † 1955)
- Anna Fux, soprano e pianista austriaco (Vienna, n. 1772 - Vienna, † 1852)
- Maria Galvany, soprano spagnolo (Granada, n. 1878 - Madrid, † 1927)
- Maria Gentile, soprano italiano (Catania, n. 1902 - Catania, † 1993)
- Anna Gottlieb, soprano austriaco (Vienna, n. 1774 - Vienna, † 1856)
- Marija Hulehina, soprano ucraino (Odessa, n. 1959)
- Josepha Hofer, soprano tedesco (Zell im Wiesental, n. 1758 - Vienna, † 1819)
- Maria Ivogün, soprano ungherese (Budapest, n. 1891 - Beatenberg, † 1987)
- Maria Jeritza, soprano ceca (Brno, n. 1887 - Orange, † 1982)
- Maria Labia, soprano italiano (Verona, n. 1880 - Malcesine, † 1953)
- Maria Landini, soprano italiano (Amburgo - Vienna, † 1722)
- Maria Theresia Löw, soprano e arpista tedesca (Heidelberg, n. 1809 - Berlino, † 1885)
- Maria Malibran, soprano francese (Parigi, n. 1808 - Manchester, † 1836)
- Maria Mokrzycka, soprano ucraina (Leopoli, n. 1882 - Skolimów-Konstancin, † 1971)
- Maria Müller, soprano austriaco (Terezín, n. 1898 - Bayreuth, † 1958)
- Maria Maddalena Musi, soprano italiano (Bologna, n. 1669 - Bologna, † 1751)
- Helenita Olivares, soprano colombiano (Cúcuta, n. 1925 - Pollença, † 2024)
- Magda Olivero, soprano italiano (Saluzzo, n. 1910 - Milano, † 2014)
- Angelina Ortolani, soprano italiano (Bergamo, n. 1834 - Ardenza, † 1913)
- Maria Pia Pagliarini, soprano italiana (Modena, n. 1902 - † 1935)
- Maria Pedrini, soprano italiano (Brisighella, n. 1910 - Roma, † 1981)
- Maria Ros, soprano spagnolo (Alicante, n. 1891 - Burjassot, † 1970)
- Maria Grazia Schiavo, soprano italiano (Napoli, n. 1975)
- Maria Spezia Aldighieri, soprano italiano (Villafranca di Verona, n. 1828 - Colognola ai Colli, † 1907)
- Maria Stader, soprano ungherese (Budapest, n. 1911 - Zurigo, † 1999)
- Giuseppina Strepponi, soprano italiano (Lodi, n. 1815 - Villanova sull'Arda, † 1897)
- Maria Giustina Turcotti, soprano italiano (Firenze)
- Maria Vitale, soprano italiano (n. 1924 - Milano, † 1984)
- Maria Zamboni, soprano italiano (Ponti sul Mincio, n. 1891 - Peschiera del Garda, † 1976)
- Maria Luisa Zeri, soprano italiano (Ivrea, n. 1928 - Ivrea, † 2015)
- Marianna Kainz, soprano austriaca (Innsbruck, n. 1800 - Brno, † 1866)

## Sovrane(49)
- Maria di Trastámara, regina spagnola (n. 1396 - Villacastín, † 1445)
- Maria Teresa d'Austria-Este, regina (Modena, n. 1817 - Gorizia, † 1886)
- Maria d'Enghien, sovrana italiana (n. 1367 - Lecce, † 1446)
- Maria Lascaris di Nicea, regina bizantina († 1270)
- Maria d'Ungheria, sovrana (n. 1257 - † 1323)
- Maria di Molina, regina (n. 1264 - Valladolid, † 1321)
- Maria Sofia Federica d'Assia-Kassel, regina (Hanau, n. 1767 - † 1852)
- Maria di Corico, regina (n. 1321)
- Maria di Gheldria, regina (Grave, n. 1434 - Roxburghshire, † 1463)
- Maria di Brabante, regina tedesca (n. 1190 - † 1260)
- Maria di Champagne, sovrana francese (n. 1174 - San Giovanni d'Acri, † 1204)
- Maria Comnena, regina ungherese (n. 1144 - Costantinopoli, † 1190)
- Maria I d'Inghilterra, regina inglese (Greenwich, n. 1516 - St. James's, † 1558)
- Maria I del Portogallo, regina portoghese (Lisbona, n. 1734 - Rio de Janeiro, † 1816)
- Maria Stuarda, regina scozzese (Linlithgow, n. 1542 - Fotheringhay, † 1587)
- Maria II d'Inghilterra, regina britannica (St. James's, n. 1662 - Kensington Palace, † 1694)
- Maria II del Portogallo, regina portoghese (Rio de Janeiro, n. 1819 - Lisbona, † 1853)
- Maria Amalia d'Asburgo-Lorena, sovrana austriaca (Vienna, n. 1746 - Praga, † 1804)
- Maria Anna d'Asburgo, regina (Linz, n. 1683 - Lisbona, † 1754)
- Maria Antonia di Borbone-Spagna, regina (Siviglia, n. 1729 - Moncalieri, † 1785)
- Maria Beatrice d'Este, regina (Modena, n. 1658 - Saint-Germain-en-Laye, † 1718)
- Maria Casimira Luisa de la Grange d'Arquien, regina (Nevers, n. 1641 - Blois, † 1716)
- Maria Luisa di Borbone-Spagna, sovrana (Portici, n. 1745 - Vienna, † 1792)
- Maria Teresa Cybo-Malaspina, sovrana italiana (Novellara, n. 1725 - Reggio Emilia, † 1790)
- Maria Teresa d'Asburgo, sovrana spagnola (San Lorenzo de El Escorial, n. 1638 - Versailles, † 1683)
- Maria d'Angiò, regina francese (Angers, n. 1404 - Châtellerault, † 1463)
- Maria di Trastámara, regina (Cordova, n. 1482 - Lisbona, † 1517)
- Maria d'Ungheria, regina (Budapest, n. 1371 - Budapest, † 1395)
- Maria de Luna, regina (Segorbe - Vila-real, † 1406)
- Maria del Monferrato, sovrana († 1212)
- Maria del Portogallo, regina (n. 1313 - Évora, † 1357)
- Maria di Romania, regina (Gotha, n. 1900 - Chelsea, † 1961)
- Maria de' Medici, regina (Firenze, n. 1575 - Colonia, † 1642)
- Maria Paleologa, regina bizantina (n. 1327)
- Maria Vittoria dal Pozzo della Cisterna, regina (Parigi, n. 1847 - Sanremo, † 1876)
- Maria di Württemberg, sovrana tedesca (Pokój, n. 1818 - Philippsthal, † 1888)
- Maria Enrichetta d'Asburgo-Lorena, regina belga (Pest, n. 1836 - Spa, † 1902)
- Maria Teresa Enrichetta d'Austria-Este, regina tedesca (Brno, n. 1849 - Chiemgau, † 1919)
- Maria Teresa Carlotta di Borbone-Francia, regina francese (Versailles, n. 1778 - Frohsdorf, † 1851)
- Maria Luisa di Borbone-Parma, regina (Parma, n. 1751 - Roma, † 1819)
- Maria di Brabante, regina (Lovanio, n. 1254 - Meulan-en-Yvelines, † 1321)
- Maria di Cipro, regina cipriota (n. 1273 - Tortosa, † 1319)
- Maria di Lusignano, sovrana italiana (Genova, n. 1382 - Napoli, † 1404)
- Maria Sofia del Palatinato-Neuburg, regina (Schloß Benrath, n. 1666 - Lisbona, † 1699)
- Maria di Prussia, regina (Berlino, n. 1825 - Hohenschwangau, † 1889)
- Maria Giuseppa Amalia di Sassonia, regina (Dresda, n. 1803 - Aranjuez, † 1829)
- Maria Anna Carolina di Sassonia, sovrana italiana (Dresda, n. 1799 - Pisa, † 1832)
- Maria Cristina di Savoia, regina (Cagliari, n. 1812 - Napoli, † 1836)
- Maria di Teck, regina (Kensington Palace, n. 1867 - Marlborough House, † 1953)

## Stiliste(7)
- Maria Antonelli, stilista italiana (Siena, n. 1903 - Roma, † 1969)
- Miuccia Prada, stilista e imprenditrice italiana (Milano, n. 1948)
- Chiara Boni, stilista italiana (Firenze, n. 1948)
- Maria Grazia Chiuri, stilista italiana (Roma, n. 1964)
- Maria Gallia, stilista italiana (n. 1906 - † 1974)
- Krizia, stilista e imprenditrice italiana (Bergamo, n. 1925 - Milano, † 2015)
- Maria Monaci Gallenga, stilista e designer italiana (Roma, n. 1880 - Passignano sul Trasimeno, † 1944)

## Storiche(6)
- Maria Giovanna Biga, storica, archeologa e orientalista italiana (Savigliano, n. 1951)
- Maria Clotilde Daviso di Charvensod, storica, partigiana e scrittrice italiana (Torino, n. 1901 - Torino, † 1955)
- Maria Grazia Mara, storica italiana (Milano, n. 1923 - Roma, † 2019)
- Maria Iolanda Palazzolo, storica e scrittrice italiana (Catania, n. 1949)
- Maria Gabriella Pasqualini, storica italiana (Roma, n. 1944)
- Maria Grazia Siliato, storica e archeologa italiana (Genova, n. 1926 - Lanuvio, † 2018)

## Storiche dell'arte(5)
- Maria Accascina, storica dell'arte italiana (Napoli, n. 1898 - Palermo, † 1979)
- Maria Simonetta Bondoni Pastorio, storica dell'arte italiana (Mantova, n. 1954 - Castiglione delle Stiviere, † 2012)
- Maria Monica Donato, storica dell'arte italiana (Pisa, n. 1959 - Pisa, † 2014)
- Maria Luisa Gatti Perer, storica dell'arte italiana (Torino, n. 1928 - Cesano Maderno, † 2009)
- Maria Rita Silvestrelli, storica dell'arte italiana (Perugia, n. 1960)

## Storiche della filosofia(2)
- Maria Michela Sassi, storica della filosofia italiana (Feltre, n. 1955)
- Maria Luisa Stringa, storica della filosofia italiana (Venezia, n. 1928 - Firenze, † 2015)

## Storiche della scienza(1)
- Maria Luisa Righini Bonelli, storica della scienza e museologa italiana (Pesaro, n. 1917 - Firenze, † 1981)

## Supercentenarie(5)
- Teresa Fumarola, supercentenaria italiana (San Marzano di San Giuseppe, n. 1889 - Fragagnano, † 2003)
- Maria Gomes Valentim, supercentenaria brasiliana (Carangola, n. 1896 - Carangola, † 2011)
- Maria Oliva, supercentenaria italiana (Piazza Armerina, n. 1909 - Piazza Armerina, † 2021)
- Maria Redaelli, supercentenaria italiana (Inzago, n. 1899 - Novate Milanese, † 2013)
- Maria Giuseppa Robucci, supercentenaria italiana (Poggio Imperiale, n. 1903 - Poggio Imperiale, † 2019)

## Taekwondoka(1)
- María del Rosario Espinoza, taekwondoka messicana (La Brecha, n. 1987)

## Tenniste(12)
- Maria Francesca Bentivoglio, ex tennista italiana (Faenza, n. 1977)
- Maria Bueno, tennista brasiliana (San Paolo del Brasile, n. 1939 - San Paolo del Brasile, † 2018)
- Maria Elena Camerin, ex tennista italiana (Motta di Livenza, n. 1982)
- Maria Geznenge, ex tennista bulgara (n. 1977)
- Maria João Koehler, tennista portoghese (Porto, n. 1992)
- Maria Lindström, ex tennista svedese (Stoccolma, n. 1963)
- Maria Mateas, tennista statunitense (Oradea, n. 1999)
- Maria Teresa Riedl, tennista italiana (Gorizia, n. 1937 - Brunico, † 1995)
- Maria Sakkarī, tennista greca (Atene, n. 1995)
- Maria Sanchez, tennista statunitense (Modesto, n. 1989)
- Magüi Serna, ex tennista spagnola (Las Palmas de Gran Canaria, n. 1979)
- Maria Strandlund, ex tennista svedese (n. 1969)

## Terroriste(1)
- Maria Rosaria Biondi, terrorista italiana (n. 1955)

## Tipografe(1)
- Maria Antonia Cons y Benedicto, tipografa spagnola (Saragozza - Cervera, † 1770)

## Tiratrici a segno(1)
- Maria Varricchio, tiratrice a segno italiana (Benevento, n. 1999)

## Traduttrici(6)
- Maria Basaglia, traduttrice, sceneggiatrice e regista italiana (Cremona, n. 1912 - Santhià, † 1998)
- Maria Dazzi, traduttrice e docente italiana (Piacenza, n. 1901 - Sanremo, † 1990)
- Maria Vittoria Malvano, traduttrice italiana (Torino, n. 1918 - Torino, † 2007)
- Maria Martone Napolitano, traduttrice e giornalista italiana (n. 1900)
- Maria Teresa Orsi, traduttrice italiana
- Marisa Zini, traduttrice italiana (Torino, n. 1907 - Torino, † 1982)

## Triatlete(1)
- Maria Alfonsa Sella, triatleta italiana (Piazza Armerina, n. 1978)

## Tripliste(1)
- Maria Costanza Moroni, triplista, lunghista e altista italiana (n. 1969)

## Tuffatrici(2)
- Maria Kurjo, tuffatrice tedesca (Berlino, n. 1989)
- Maria Marconi, tuffatrice italiana (Roma, n. 1984)

## Veliste(1)
- Maria Giubilei, velista italiana (Roma, n. 1998)

## Velociste(9)
- Maria Alfero, velocista italiana (n. 1922 - † 2001)
- Maria Apollonio, velocista italiana (n. 1919 - † 1990)
- Maria Bravin, velocista e nuotatrice italiana (Trieste, n. 1907 - † 2004)
- Maria Benedicta Chigbolu, velocista italiana (Roma, n. 1989)
- Maria Coselli, velocista, altista e cestista italiana (Trieste, n. 1912)
- Maria Ikelap, ex velocista micronesiana (Weno, n. 1987)
- Maria Musso, velocista, ostacolista e multiplista italiana (Torino, n. 1931 - Torino, † 2024)
- Maria Aurora Salvagno, velocista italiana (Alghero, n. 1986)
- Maria Enrica Spacca, velocista italiana (L'Aquila, n. 1986)

## Veterinarie(1)
- Maria von Maltzan, veterinaria e biologa tedesca (Milicz, n. 1909 - Berlino, † 1997)

## Violoncelliste(2)
- Maria Ahn, violoncellista e modella sudcoreana (Seul, n. 1970)
- Maria Kliegel, violoncellista tedesca (Dillenburg, n. 1952)

## Wrestler(1)
- Maria Kanellis, wrestler e modella statunitense (Ottawa, n. 1982)